# 소간의
소간의(小簡儀)는 조선 시대의 천문 관측기구이다. 적도를 기준으로 하여 천체들의 자리를 관측하는 천문관측기구인 간의(簡儀)를 관천대 위에 설치할 수 있도록 보다 작고 편리하게 만든 것이다.

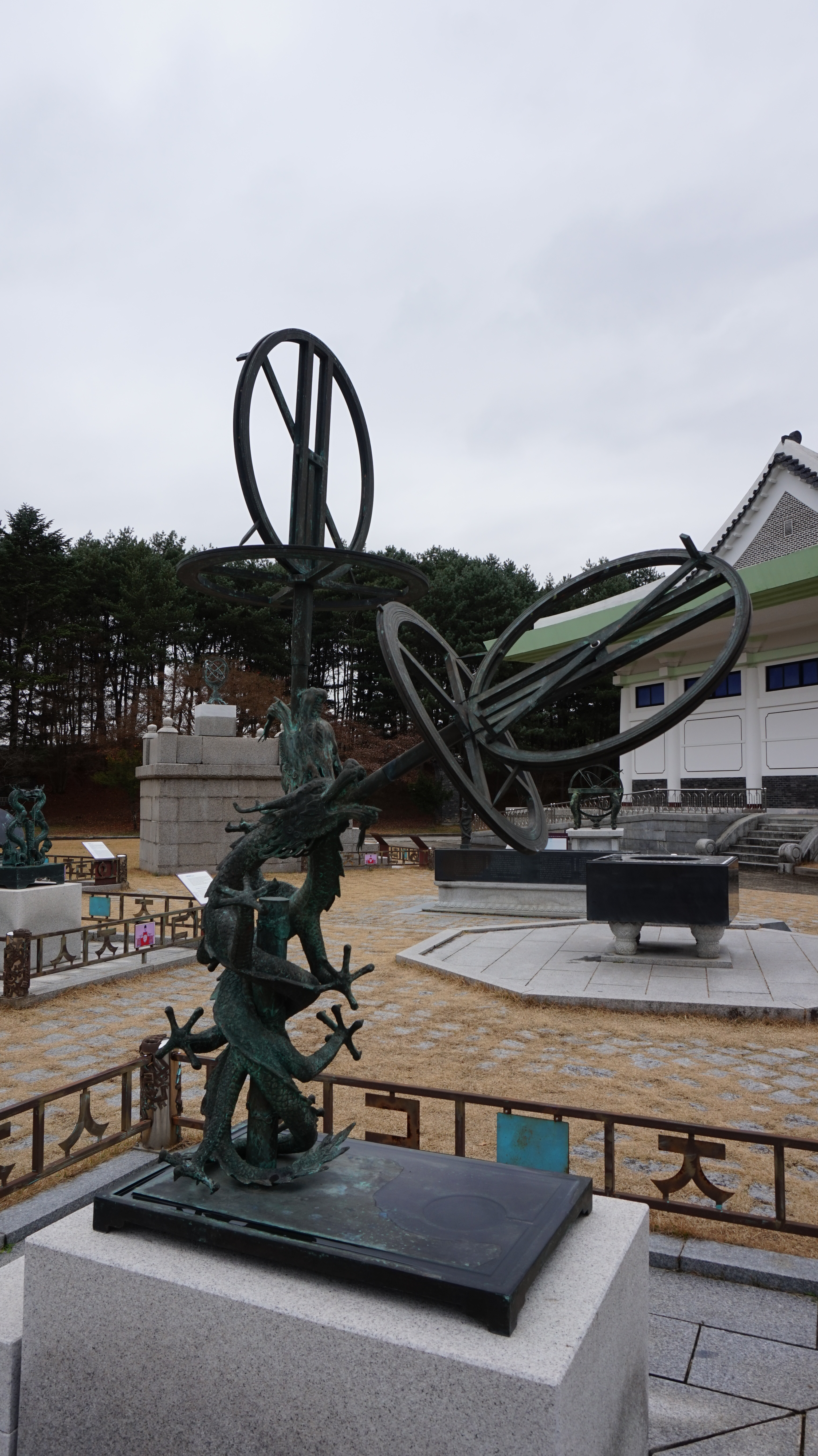
전시된 소간의

## 구조
소간의는 적도환·백각환·사유환의 3개의 고리로 이루어졌다. 받침대에 기둥을 세우고 3개의 환을 끼운 후, 일정한 각도로 유지하여 사유환을 북극(천구의 북극)에 맞춘다. 적도환을 하늘 복판과 맞으며 수직으로 세우면 사유환은 입유환이 되었다. 

## 관측 방법
동(銅)으로 만든 받침대에 파놓은 홈에 물을 붓고 수평 상태를 잡고, 지북침으로 남북 방향을 잡으며 규형으로 천체를 겨누고 적도환의 눈금을 읽으면 해당한 천체의 적도자리표를 알 수 있었다.

## 참고 자료
본 문서에는 서울특별시에서 지식공유 프로젝트를 통해 퍼블릭 도메인으로 공개한 저작물을 기초로 작성된 내용이 포함되어 있습니다.